# Idjwi
Idjwi – wyspa we wschodniej części Demokratycznej Republiki Konga, na Jeziorze Kivu, naprzeciwko miast Goma i Bukavu, obok granicy z Rwandą. Zajmuje powierzchnię 285 km² i jest drugą co do wielkości wyspą jeziorną w Afryce.
Wyspa liczy około 220 tys. osób i funkcjonuje półautonomicznie pod rządami dwóch królów (mwami). Przy ponad 8 żywych urodzeniach na kobietę, Idjwi ma jeden z najwyższych na świecie wskaźników całkowitej dzietności (TFR). Gwałtowny wzrost liczby ludności doprowadził do powszechnej degradacji środowiska i braku bezpieczeństwa żywnościowego.
Mieszkają tutaj głównie dwie społeczności etniczne (Havus w ponad 95% i Pigmeje). Położenie wyspy sprzyja rybołówstwu.

## Geografia

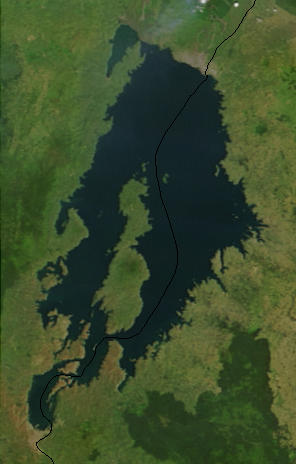
Wyspa Idjwi widziana z kosmosu

### Położenie
Wyspa Idjwi, poprzednio administracyjna podległość wodza Buhavu na terytorium Kalehe, została ustanowiona terytorium na mocy zarządzenia nr 078/238 z 29 września 1974 r. Należy do prowincji Kiwu Południowe. Administracyjnie terytorium Idjwi jest podzielone na dwóch wodzów: wodza Rubenga na północy i Ntambuka na południu. Rubenga składa się z trzech grup, a mianowicie: Bugarula, Bunyakiri i Kihumba i Ntambuka ma także trzy grupy, w tym: Nyakalengwa, Mpene i Mugote.
Wyspa ma długość 40 km i powierzchnię 285 km². Tym samym jest drugą co do wielkości wyspą śródlądową w Afryce. Około 10-15 km wody dzieli wyspę od lądu stałego. Jednak południowy kraniec wyspy znajduje się zaledwie kilometr od Rwandy, która rozciąga się nieco na południe wokół jeziora. Północy kraniec gdzie znajduje się miasto Gofa znajduje się w odległości 30 kilometrów.

### Geomorfologia
Na średniej wysokości 1700 m n.p.m. terytorium Idjwi pozostaje zdominowane przez górzysty obszar, w tym Nyamusisi (2300 m n.p.m.) w centrum wyspy, która oddziela społeczność Ntambuka od społeczności Rubenga. Oprócz tej góry, istnieje wiele szczytów, które można znaleźć na obszarze całej wyspy. Chociaż jest to wyspa, terytorium Idjwi posiada również kilka rzek i strumieni o niskich przepływach od 1 do 3 m³/s, które wpływają do jeziora Kivu. Należą do nich rzeki: Tama, Musheke, Kirheme, Cikoma, Mwiri, Kimalamungo, Kisheke, Bikangi, Kishenyi, Nyaruhogoma, Bwina i Bukole.
Wyspa Idjwi jest bardzo porozrywana i usiana licznymi zatokami, takimi jak Nyamakinga, Kashofu (na południu), Katonda, Kihumba, Lweza, Luhinga, Chirongwe, Shuve, Chondo (na północy). Zapewnia to łatwość instalacji pięknych miejsc portowych, ponieważ kilka miejsc przybrzeżnych jest osłoniętych przed falami.

### Gleby i roślinność
Gleba na wyspie jest głównie piaszczysta w części północnej i gliniasta w części południowej. Zagrożona roślinność jest naturalnie krzewiasta i trawiasta usiana lasem wtórnym. Inna roślinność (chinowiec, kawowiec, eukaliptus, grevillea itp.) znajduje się na prywatnych plantacjach (takich jak Bisengimana) i na polach mieszkańców Idjwi.